# Face (álbum)
Face es el primer álbum de estudio del cantante surcoreano Jimin de BTS. Lanzado el 24 de marzo de 2023 a través de Big Hit Music, abarca géneros como el pop, hip hop y R&B. Los encargados de la producción fueron Pdogg, Ghstloop y Evan, productores y compositores que habitualmente trabajan con BTS. El álbum, que consta de cinco canciones, todas coescritas por Jimin, y una instrumental, se inspiró en gran medida en el impacto emocional de la pandemia de COVID-19 y aborda "temas como la soledad, las luchas con uno mismo y la búsqueda de la libertad". Del álbum salieron dos sencillos: "Set Me Free Pt. 2" y "Like Crazy", que alcanzó el número uno del Billboard Hot 100 de EE. UU..
Face rompió récords de ventas en Corea del Sur, vendiendo más de 1 millón de copias el día de su lanzamiento y 1,45 millones en su primera semana. Ningún artista en solitario antes había alcanzado estas cifras en la historia de Hanteo Chart. Posteriormente, el álbum debutó en el número uno en la lista de álbumes Circle. En Japón encabezó la lista de Álbumes y de Álbumes Digitales de Oricon, y la lista Hot Albums de Billboard Japan. Face debutó en el número dos en el Billboard 200 de EE. UU., siendo el álbum de un artista solista surcoreano con la posición más alta en la historia de esta lista. También alcanzó el top 10 en las listas de álbumes de Austria, Bélgica, Canadá, Francia, Alemania, Lituania, Suiza y Nueva Zelanda.

## Antecedentes y lanzamiento
La pandemia de COVID-19 fue para Jimin un período difícil a nivel emocional, que le llevó a experimentar dudas sobre su valía y su propósito como artista. Durante la gira Permission to Dance on Stage en Las Vegas, el cantante se sinceró sobre su situación con sus compañeros de BTS, y estos lo animaron a acudir a la música para plasmar sus pensamientos y emociones. Este consejo fue el detonante que impulsó a Jimin a comenzar a trabajar activamente en su primer álbum en solitario.

### Sencillos
"Set Me Free Pt. 2" fue el primer sencillo del álbum, lanzado el 17 de marzo de 2023. El "Pt. 2" se incluyó para evitar ambigüedades, ya que el título coincide con una canción que su compañero de banda, Agust D, lanzó en 2020. Aunque no hay conexión temática ni musical entre las dos canciones, se decidió añadir el "Pt. 2" en la más reciente para evitar confusiones y como guiño a la obra de su compañero. 
"Like Crazy" fue el segundo sencillo, lanzado junto con el álbum el 24 de marzo de 2023. El vídeo musical que acompaña a la canción se inspiró en la película de 2011 Like Crazy.

### Promoción
Jimin hizo una aparición como invitado en el Tonight Show Starring Jimmy Fallon del 23 de marzo para promocionar Face. Al día siguiente, apareció en Melon Station en el canal de YouTube de Hybe Labels para hablar sobre el álbum con los aficionados. La primera parte del episodio se emitió una hora después del lanzamiento del álbum, y la segunda parte se emitió el 25 de marzo. También participó en el segmento "Ask Me Anything" de Melon Spotlight.

## Música y letras
Temáticamente, "Face" relata una historia personal donde Jimin se enfrenta a sí mismo y da un nuevo salto como artista. Musicalmente, el disco abarca una gran variedad de géneros, incluidos el pop, el hip hop y el R&B.
La primera pista, "Face-Off", es una canción trap - soul. "intensa y rebelde"  sobre "encontrar resiliencia después de sentimientos de duda y decepción" y que "contiene mucha ira". A continuación le sigue "Interlude: Dive", una pista instrumental "de ensueño" que mezcla el sonido del agua con la voz de Jimin hablando en un concierto. El cantante sintió que "sería adecuado tener algo intermedio" para unir "Face-Off" y "Like Crazy", por lo que se creó este interludio. Los sonidos de alguien jadeando y corriendo que se escuchan en la pista fueron grabados por el propio Jimin con su teléfono, para "dar la sensación de que estaba perdido y deambulando". La tercera pista, "Like Crazy", es una canción de synth-pop inspirada en la película de 2011 del mismo nombre, una de las películas favoritas de Jimin, que descubrió por primera vez a través de un vídeo mashup en YouTube. Al principio y al final de la canción se pueden escuchar fragmentos de un diálogo entre dos amantes, extraídos de la película
La cuarta canción, "Alone", es una balada pop de "R&B melancólico",que revela el estado anímico de Jimin durante la pandemia. La pista, que está "llena de dudas, frustraciones y miedos" emplea "efectos vocales para enfatizar los cortocircuitos emocionales de los que la canción habla". Por último, "Set Me Free Pt. 2" relata la "resolución de Jimin de liberarse de varias emociones escondidas en lo más profundo de su interior"  —dolor, tristeza, vacío — con letras sobre "la libertad y seguir adelante".El álbum se cierra con la versión en inglés de "Like Crazy".

## Recepción de la crítica
Face recibió elogios de la crítica tras su lanzamiento, y los críticos coincidieron en que Jimin había logrado diferenciarse creativa y estilísticamente de trabajos anteriores, especialmente aquellos de BTS. Se dirigieron críticas menores al uso de Auto-Tune en el sencillo principal del disco, así como a la brevedad general del proyecto. En Metacritic, que asigna una calificación normalizada sobre 100 a las reseñas de publicaciones profesionales, el álbum recibió una puntuación promedio de 84 basada en cinco reseñas, lo que indica "aclamación universal". 
| Crítica/Publicación | Lista                                   | Rango | Ref. |
| ------------------- | --------------------------------------- | ----- | ---- |
| Paste               | Los 20 mejores álbumes de K-pop de 2023 | 16    |      |

## Desempeño comercial
Según Hanteo Chart, Face vendió 1.021.532 copias [lower-alpha 1] en su primer día.
En Japón, el álbum debutó en el número uno en la lista diaria de álbumes de Oricon, con 222,120 copias vendidas hasta el 24 de marzo de 2023 
Face debutó en el número dos en los Estados Unidos, en la edición del 8 de abril de 2023 del Billboard 200, lo que convirtió a Jimin en el primer artista en debutar tan alto en la lista con un proyecto debut desde que Sour de Olivia Rodrigo abrió en el número uno en 2021. El álbum logró la segunda mayor venta en la primera semana del año: el tercer álbum de estudio de Morgan Wallen, One Thing at a Time, tiene la mayor semana de ventas de 2023 con 501.000 unidades para la edición del 18 de marzo, con 164.000 unidades de álbum equivalente vendidas.
Según el Global Music Report de la Federación Internacional de la Industria Fonográfica (IFPI) para 2023, Face fue el decimoctavo álbum más vendido en todo el mundo, con 1,7 millones de unidades vendidas.

## Reconocimientos
En octubre de 2023, Face fue nominado a Álbum del año en los premios MAMAy a Mejor álbum de K-pop en los Billboard Music Awards. En noviembre del mismo año fue nominado a Álbum del Año y a Million Top 10 en los Melon Music Awards.

## Listado de canciones
| Lista de canciones del álbum Face |                                |               |          |  |
| N.º                               | Título                         | Productor(es) | Duración |  |
| 1.                                | «Face-off»                     |               |          |  |
| 2.                                | «Interlude: Dive»              |               |          |  |
| 3.                                | «Like Crazy»                   |               |          |  |
| 4.                                | «Alone»                        |               |          |  |
| 5.                                | «Set Me Free Pt. 2»            |               |          |  |
| 6.                                | «Like Crazy (English Version)» |               |          |  |

| Pista oculta en el álbum físico |          |               |          |  |
| N.º                             | Título   | Productor(es) | Duración |  |
| 7.                              | «Letter» | Pdogg         |          |  |

Notas
- En el álbum físico, "Like Crazy" (versión en inglés) es una pista de 10 minutos de duración que incluye 2:45 minutos de silencio tras finalizar la canción, a lo que sigue la pista oculta "Letter", que comienza en el minuto 6:13. La canción cuenta con voz de fondo de un compañero de banda, Jungkook.[10]